# Lidija Muhtarovna Jusupova
Lidija Muhtarovna Jusupova (in russo Лидия Мухтаровна Юсупова?; Groznyj, 15 settembre 1961) è un'attivista russa, di nazionalità cecena.
È la coordinatrice dell'ufficio legale di «Memorial», associazione russa per la difesa dei diritti umani con sede a Mosca Premio Nobel per la Pace 2022. Prima di assumere l'incarico, la Jusupova è stata direttrice della sede cecena di Memorial. 

## Biografia
Lidija Jusupova è nata a Groznyj, capitale della Cecenia da genitori di lingua russa. Ha studiato Letteratura russa all'Istituto Karachaevo-Cherkeskij. Poi si è iscritta alla Facoltà di Giurisprudenza dell'Università della Cecenia, con sede a Grozny. Successivamente ha iniziato la carriera accademica come insegnante nello stesso ateneo. Successivamente ha collaborato con l'Università di Mosca con un contratto biennale.

Durante la Prima guerra cecena (1994-1996) fu testimone della tragedia della guerra e soffrì la perdita di molte persone a lei vicine, tra cui amici, vicini di casa, colleghi e parenti. Nel 2000, durante il secondo conflitto ceceno, prese la decisione di dedicare totalmente la propria vita alla difesa dei diritti umani, utilizzando le proprie conoscenze in materia legale ed applicando l'esperienza personale maturata negli anni delle due guerre di Cecenia.
Iniziò così a raccogliere testimonianze da parte delle vittime di violazioni dei diritti umani. Inoltre fornì ad esse assistenza legale contro i loro aguzzini e organizzò conferenze stampa e campagne di stampa per far conoscere al resto del mondo i casi di violazione dei diritti umani di cui era venuta a conoscenza. Per tali episodi accusò sia le truppe russe sia i ribelli ceceni. 

L'opinione pubblica mondiale non tardò a riconoscere i meriti della sua attività. Amnesty International ha definito la Jusupova «Una delle donne più coraggiose d'Europa. Sia Lidija Jusupova che Memorial sono stati candidati al Premio Nobel per la Pace. Nel 2004 la Jusupova ha vinto il premio «Martin Ennals» per i difensori dei diritti umani. L'anno seguente è stata insignita del Premio «Thorolf Rafto».
Nel corso del 2006 la Jusupova è sopravvissuta a due attentati. 

Il 7 ottobre dello stesso anno fu assassinata la giornalista Anna Politkovskaja, sua stretta collaboratrice. La morte le fu annunciata mentre rispondeva in diretta alle domande di una giornalista radiofonica. La Jusupova non trattenne un lacerante grido di dolore. Secondo la Federazione Internazionale dei Diritti Umani, la Jusupova ha ricevuto nuovamente minacce di morte appena cinque giorni dopo, il 12 ottobre 2006.